# Liaoceratops yanzigouensis
Liaoceratops yanzigouensis es la única especie conocida del género extinto Liaoceratops ("cara con cuernos de Liao") de dinosaurio ceratopsiano arqueoceratópsido, que vivió a principios del período Cretácico , hace aproximadamente 126 millones de años,. en el Barremiense, en lo que hoy es Asia. Fue descubierto en China por un equipo de científicos americanos y chinos. Liaoceratops era mucho más pequeño que sus parientes posteriores, pero ofrece una ojeada en la evolución temprana de uno de los grupos más enigmáticos de dinosaurios.

## Descripción
Liaoceratops es pequeño, pesando alrededor de 3 kilogramos y con solamente rastros incompletos de cuernos y un volante, las estructuras que caracterizaron a los ceratopsianos posteriores. Sin embargo, estas características ayudan a entender una fractura importante en la evolución de los ceratopsianos. Mucho antes que el familiar Triceratops se desarrollara en Norteamérica, el linaje ceratopsianos se ramificó en dos líneas: los neoceratopsianos, el linaje principal que incluye las formas de cuernos y volantes reconocibles, y los psitacosáuridos, una radiación de dinosaurios más pequeños, con pico de loro. 
Se cree que Liaoceratops fue uno de los primeros ceratopsianos. El Liaoceratops presenta un tamaño considerablemente menor que el de los posteriores ceratopsianos, ofreciendo un posible panorama del proceso evolutivo de este grupo de dinosaurios. Irónicamente, el diminuto Liaoceratops puede también ayudar a los científicos a entender el papel que cumplían los cuernos y volantes en los ceratopsianos. Primero se pensó que se trataba de órganos ofensivos o defensivos, estas estructuras son consideradas por muchos paleontólogos hoy como dispositivos de exhibición usados en el reconocimiento de la especie y atraer a compañeros. Liaoceratops tiene un pequeño revestimiento de cuerno de cada lado debajo de sus ojos. Pues esta estructura es absolutamente pequeña y ligera, Makovicky cree que era un órgano de la exhibición y no tenía ningún propósito de defensa. El pequeño volante en la parte posterior de su cráneo estaba surcado por claras marcas para la inserción de los músculos masticatorios.

## Descubrimiento e investigación
Liaoceratops fue descubierto en la famosa provincia china de Liaoning, donde también se han recolectado varios fósiles de dinosaurios emplumados. La especie tipo Liaoceratops yanzigouensis fue nombrada y descrita en 2002 por Xu Xing, Peter Makovicky, Wang Xiaolin, Mark Norell y You Hailu. El nombre genérico se deriva de Liaoning y el griego keras, "cuerno" y ops, "cara". El nombre específico se refiere a la ciudad Yanzigou .
El holotipo IVPP V12738 se ha encontrado en la Formación Yixian que data del Barremiense. Los restos de un adulto y dos juveniles fueron desenterrados de sedimentos de la Formación Yixian cerca de Shangyuan, estas camas también han rendido los insectos fósiles, fósiles de los árboles ginkgo, y muchos otros dinosaurios, incluyendo el troodóntido temprano Sinovenator, también descrito por Makovicky en 2005. Esta área está rindiendo la información extremadamente importante sobre la evolución de dinosaurios, mamíferos, insectos, y de plantas con flores. "Esta área está dando información extremadamente importante sobre la evolución de dinosaurios, mamíferos , insectos y plantas con flores. Espero encontrar especímenes aún más primitivos que Liaoceratops ", dijo Peter Makovicky.
El holotipo consiste en un cráneo casi completo. Como se ha referido al espécimen paratipo IVPP V12633, el cráneo de un juvenil. En 2007 se remitió otro cráneo, CAGS-IG-VD-002, de un individuo aún más joven. Esto carecía del techo del cráneo, lo que se ha explicado como el resultado de un depredador que rompe la bóveda para comer el contenido.

## Clasificación
Liaoceratops nos da una gran ventana en la evolución temprana de dinosaurios con cuernos y nos dice que el Triceratops y sus parientes se desarrollaron de ceratopsianos asiáticos muy pequeños. Este dinosaurio pequeño, primitivo es en gran medida realmente más interesante para la ciencia que sus parientes más grandes y famosos porque nos enseña más sobre la evolución. Los dinosaurios básicos son críticos porque nos ayudan a unir diversos grupos de dinosaurios juntos y a proyectar patrones evolutivos, según lo dicho por Peter Makovicky, curador de dinosaurios en el Museo Field de Chicago y coautor del trabajo que describe al dinosaurio. Continuo diciendo que Liaoceratops establece que esta fractura ocurrió no más adelante que la parte anterior del período Cretácico. También, indica que los ceratopsianos adquirieron algunas de sus características distintivas antes y más rápidamente que lo que fuera reconocido previamente.
"Liaoceratops nos da una gran ventana sobre la evolución temprana de los dinosaurios con cuernos y nos dice que Triceratops y sus parientes evolucionaron de ceratopsios asiáticos muy pequeños. Este pequeño dinosaurio primitivo es en realidad más interesante para la ciencia en muchos sentidos que sus parientes más grandes y famosos porque nos enseña más sobre la evolución. Los dinosaurios basales son críticos porque nos ayudan a unir diferentes grupos de dinosaurios y trazar patrones evolutivos", dijo Peter Makovicky, conservador de dinosaurios en el Field Museum de Chicago y coautor del documento que describe el dinosaurio.
"Liaoceratops establece que esta división se produjo a más tardar en la primera parte del período cretáceo. Además, indica que los ceratopsios adquirieron algunas de sus características distintivas antes y con mayor rapidez de lo que se reconoció anteriormente", dijo Makovicky.

### Filogenia
Cladograma según Butler y colaboradores de 2011.
|  | Stenopelix |
|  |            |
|  | Yinlong    |
|  |            |

|  | Archaeoceratops                                                    |
|  |                                                                    |
|  | \| \| Leptoceratopsidae \| \| \| \| \| \| Coronosauria \| \| \| \| |
|  |                                                                    |
|  | Leptoceratopsidae                                                  |
|  |                                                                    |
|  | Coronosauria                                                       |
|  |                                                                    |

|  | Leptoceratopsidae |
|  |                   |
|  | Coronosauria      |
|  |                   |

|  | Archaeoceratops                                                    |
|  |                                                                    |
|  | \| \| Leptoceratopsidae \| \| \| \| \| \| Coronosauria \| \| \| \| |
|  |                                                                    |
|  | Leptoceratopsidae                                                  |
|  |                                                                    |
|  | Coronosauria                                                       |
|  |                                                                    |

|  | Leptoceratopsidae |
|  |                   |
|  | Coronosauria      |
|  |                   |

|  | Archaeoceratops                                                    |
|  |                                                                    |
|  | \| \| Leptoceratopsidae \| \| \| \| \| \| Coronosauria \| \| \| \| |
|  |                                                                    |
|  | Leptoceratopsidae                                                  |
|  |                                                                    |
|  | Coronosauria                                                       |
|  |                                                                    |

|  | Leptoceratopsidae |
|  |                   |
|  | Coronosauria      |
|  |                   |

|  | Archaeoceratops                                                    |
|  |                                                                    |
|  | \| \| Leptoceratopsidae \| \| \| \| \| \| Coronosauria \| \| \| \| |
|  |                                                                    |
|  | Leptoceratopsidae                                                  |
|  |                                                                    |
|  | Coronosauria                                                       |
|  |                                                                    |

|  | Leptoceratopsidae |
|  |                   |
|  | Coronosauria      |
|  |                   |

|  | Stenopelix |
|  |            |
|  | Yinlong    |
|  |            |

|  | Archaeoceratops                                                    |
|  |                                                                    |
|  | \| \| Leptoceratopsidae \| \| \| \| \| \| Coronosauria \| \| \| \| |
|  |                                                                    |
|  | Leptoceratopsidae                                                  |
|  |                                                                    |
|  | Coronosauria                                                       |
|  |                                                                    |

|  | Leptoceratopsidae |
|  |                   |
|  | Coronosauria      |
|  |                   |

|  | Archaeoceratops                                                    |
|  |                                                                    |
|  | \| \| Leptoceratopsidae \| \| \| \| \| \| Coronosauria \| \| \| \| |
|  |                                                                    |
|  | Leptoceratopsidae                                                  |
|  |                                                                    |
|  | Coronosauria                                                       |
|  |                                                                    |

|  | Leptoceratopsidae |
|  |                   |
|  | Coronosauria      |
|  |                   |

|  | Archaeoceratops                                                    |
|  |                                                                    |
|  | \| \| Leptoceratopsidae \| \| \| \| \| \| Coronosauria \| \| \| \| |
|  |                                                                    |
|  | Leptoceratopsidae                                                  |
|  |                                                                    |
|  | Coronosauria                                                       |
|  |                                                                    |

|  | Leptoceratopsidae |
|  |                   |
|  | Coronosauria      |
|  |                   |

|  | Archaeoceratops                                                    |
|  |                                                                    |
|  | \| \| Leptoceratopsidae \| \| \| \| \| \| Coronosauria \| \| \| \| |
|  |                                                                    |
|  | Leptoceratopsidae                                                  |
|  |                                                                    |
|  | Coronosauria                                                       |
|  |                                                                    |

|  | Leptoceratopsidae |
|  |                   |
|  | Coronosauria      |
|  |                   |